# En directo (álbum de La Polla Records)
En directo es un disco en directo (y séptimo lanzamiento) del grupo español La Polla Records. Es el primer disco en vivo de la banda, y en él se recogen canciones de los cuatro álbumes publicados por el grupo hasta el momento. Fue grabado en dos recitales hechos en 1988 durante las presentaciones de Donde se habla, en Lakuntza, un pueblo de Navarra.

## Canciones
1. "La justicia" - 2:28
2. "Lucky man for you" - 1:13
3. "No somos nada" - 2:16
4. "Socios a la fuerza" - 1:20
5. "Canción de Cuna" - 2:10
6. "Cara al Culo" - 1:29
7. "Los siete enanitos" - 2:23
8. "Confusión" - 1:24
9. "Canarios y jilgueros" - 1:30
10. "Porno en acción" - 1:19
11. "El gurú" - 2:07
12. "Odio a los partidos" - 1:21
13. "Hipócritas" - 1:47
14. "Rata (parte 1)" - 1:03
15. "Rata (parte 2)" - 2:44
16. "Quiero ver" - 1:45
17. "Tu más enérgica repulsa" - 1:10
18. "Txus" - 2:03
19. "Nuestra alegre juventud" - 1:46
20. "El avestruz" - 2:28

## Personal
Músicos
- Evaristo -  Voz.
- Txarly - Guitarra solista, coros.
- Sume - Guitarra rítmica, coros.
- Abel - Bajo.
- Fernandito - Batería.

Colaboradores
- Luis Martorelli - Arte y Portada.
- Mikel Goi - Fotografías.
- Jhean Phocas - Mezcla en Estudios Elkar.
- Le Voyageur - Unidad Móvil de Grabación.

- Datos: Q8775701